# Výzkum

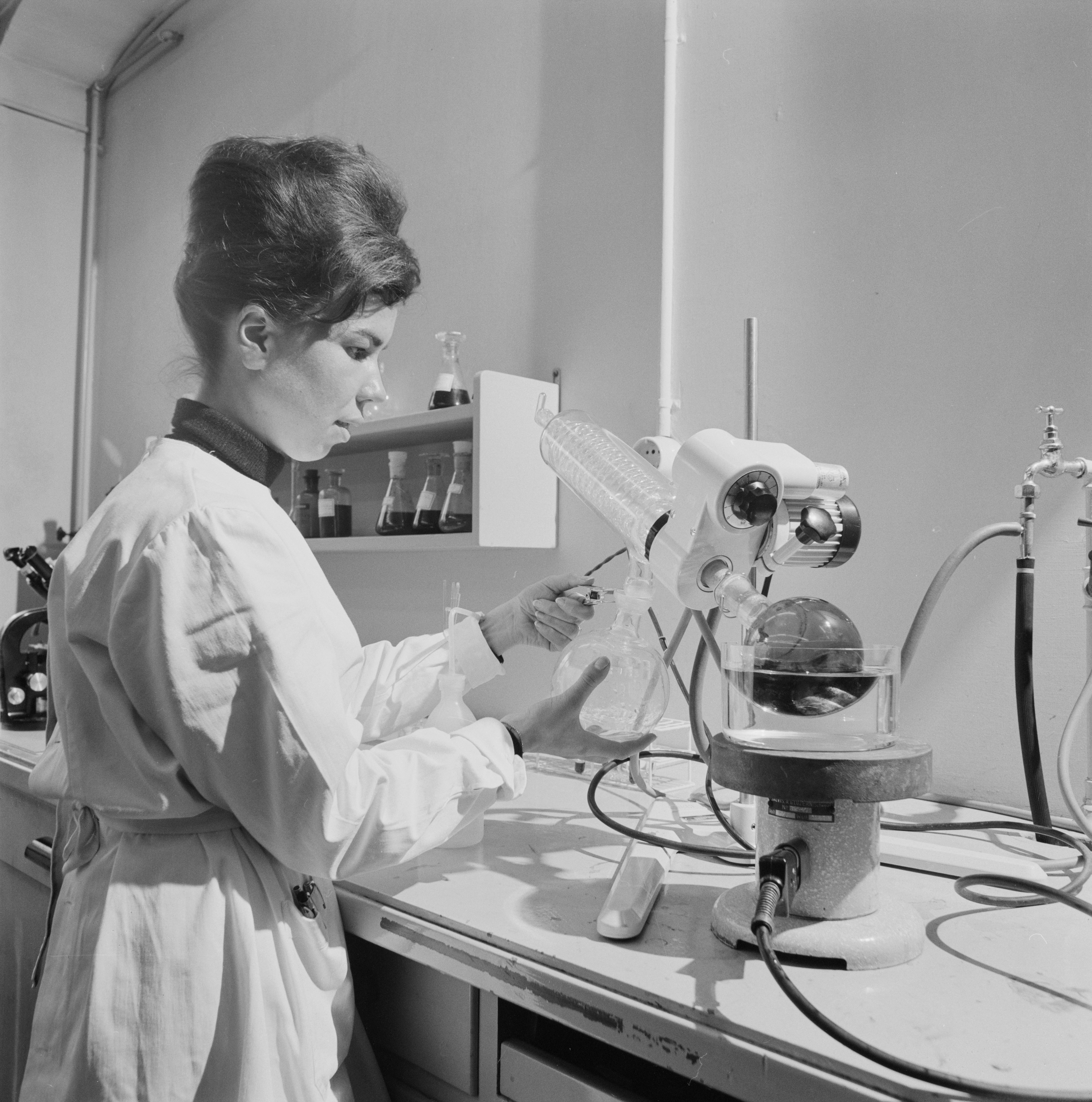
Zaměstnanec společnosti EMPA v St. Gallenu 1964

Výzkum je „tvořivá a systematická práce prováděná za účelem zvýšení zásoby znalostí“. Zahrnuje shromažďování, organizaci a analýzu informací za účelem lepšího porozumění tématu nebo problému. Výzkumný projekt může být rozšířením minulé práce v oboru. Pro testování platnosti nástrojů, postupů nebo experimentů může výzkum replikovat prvky předchozích projektů nebo projekt jako celek.

## Účel výzkumu
Primárními účely základního výzkumu (na rozdíl od aplikovaného výzkumu) jsou dokumentace, objevy, interpretace a výzkum a vývoj (R&D) metod a systémů pro rozvoj lidského poznání. Přístupy k výzkumu závisí na epistemologiích, které se značně liší jak v rámci humanitních oborů, tak i mezi nimi. Existuje několik forem výzkumu: vědecký, humanitní, umělecký, ekonomický, sociální, obchodní, marketingový, praktický výzkum, technologický a jiné.

## Metodika výzkumu
Výzkum je založen na určité metodě, používá metodologii, v úvodu obsahuje hypotézu, která se výzkumem ověřuje. V závěru doplněném i výsledky výzkumného šetření je výzkumný záměr potvrzen nebo vyvrácen. Pracuje-li s přímo získanými poznatky, jedná se o empirický výzkum. Takovým výzkumem je třeba sběr statistických dat (v České republice jej má na starosti Středisko empirických výzkumů – STEM).

## Užití výrazuvýzkumv češtině
Synonymy českého slova výzkum jsou výrazy průzkum, bádání, studie.
Synonymum bádání má v současné češtině mnohem nižší výskyt než výzkum (3,62 výskytů na 1 milion slov pro bádání oproti 73,42 pro výzkum). Ve starší češtině (19. století) byl naopak výraz bádání častější. Např. v Časopise Musea království českého z roku 1860 se výraz bádání vyskytuje čtrnáctkrát, slovo výzkum není v tomto ročníku uvedeno. Instituce odpovídající činností dnešním výzkumným ústavům se na přelomu 19. a 20. století nazývaly výzkumné stanice.